# Noordoostersingel
De Noordoostersingel is een gracht en een straat in de stad Harlingen in het noordwesten van de provincie Friesland.
Vanaf de Zuidoostersingel bij de Singelbrug loopt de Noordoostersingel in noordelijke richting langs de Engelse Tuin. Bij de Frankerpoortsbrug gaat de gracht verder als Noordergracht. De  vierhonderd meter lange gracht maakt deel uit van de route van de Elfstedentocht. 

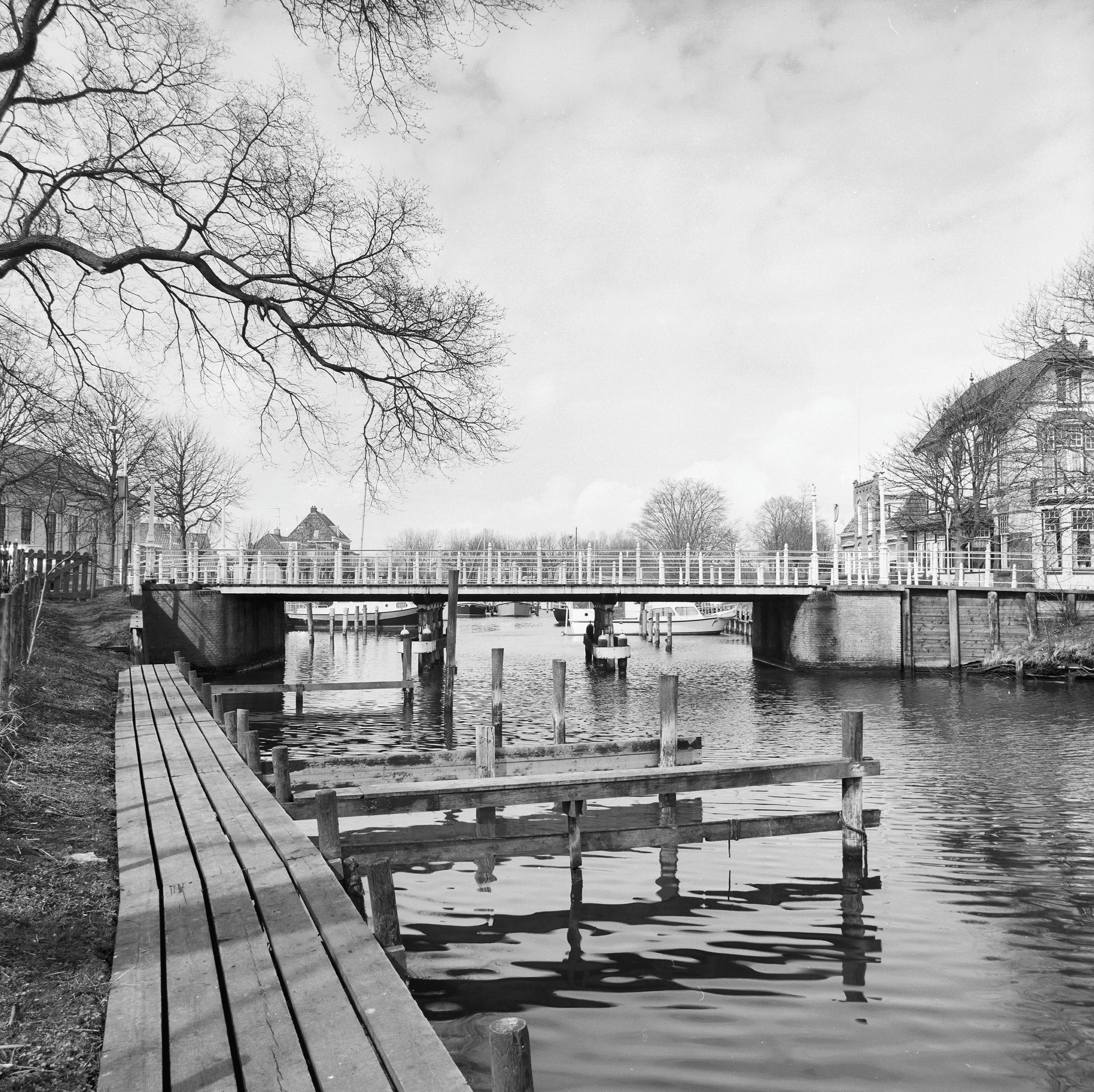
Franekerpoortsbrug (1987)
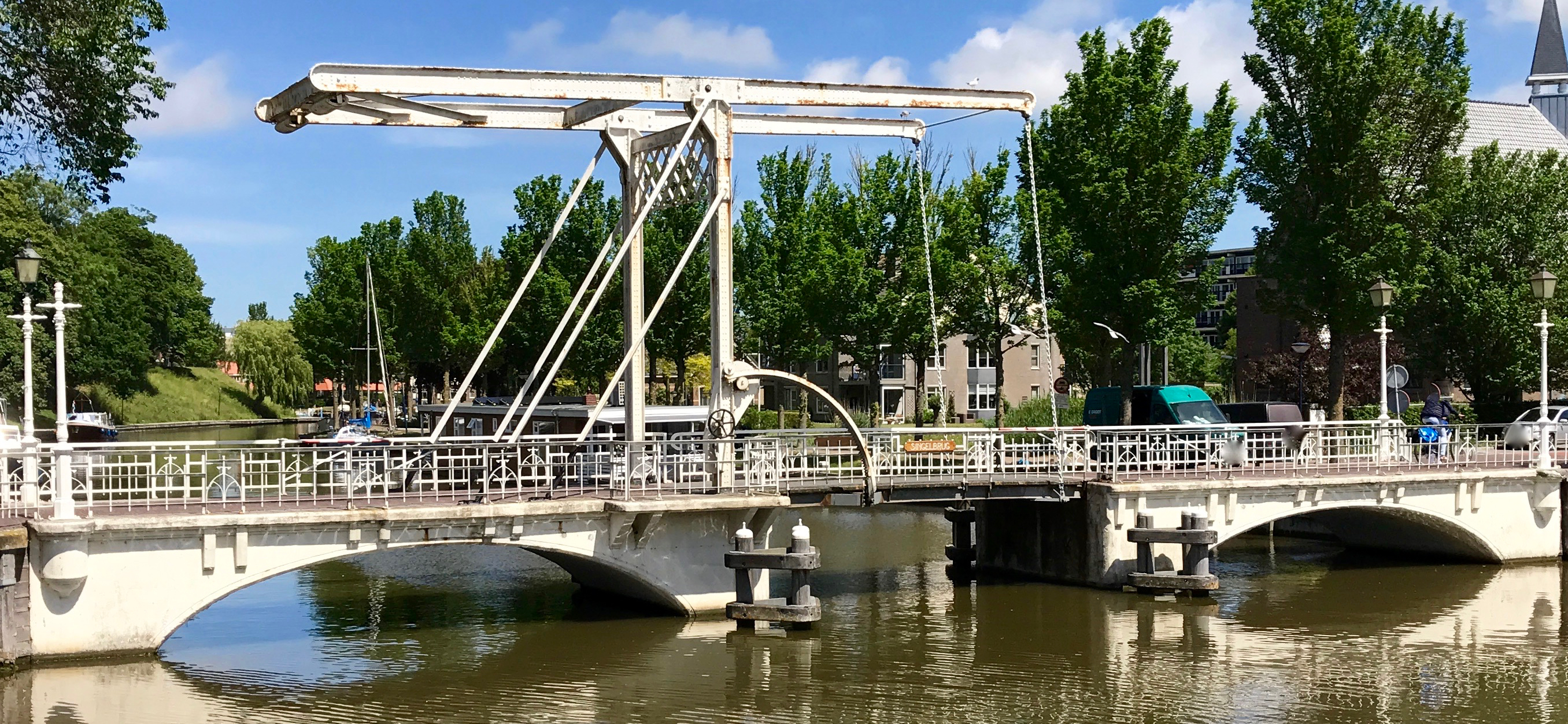
De Singelbrug
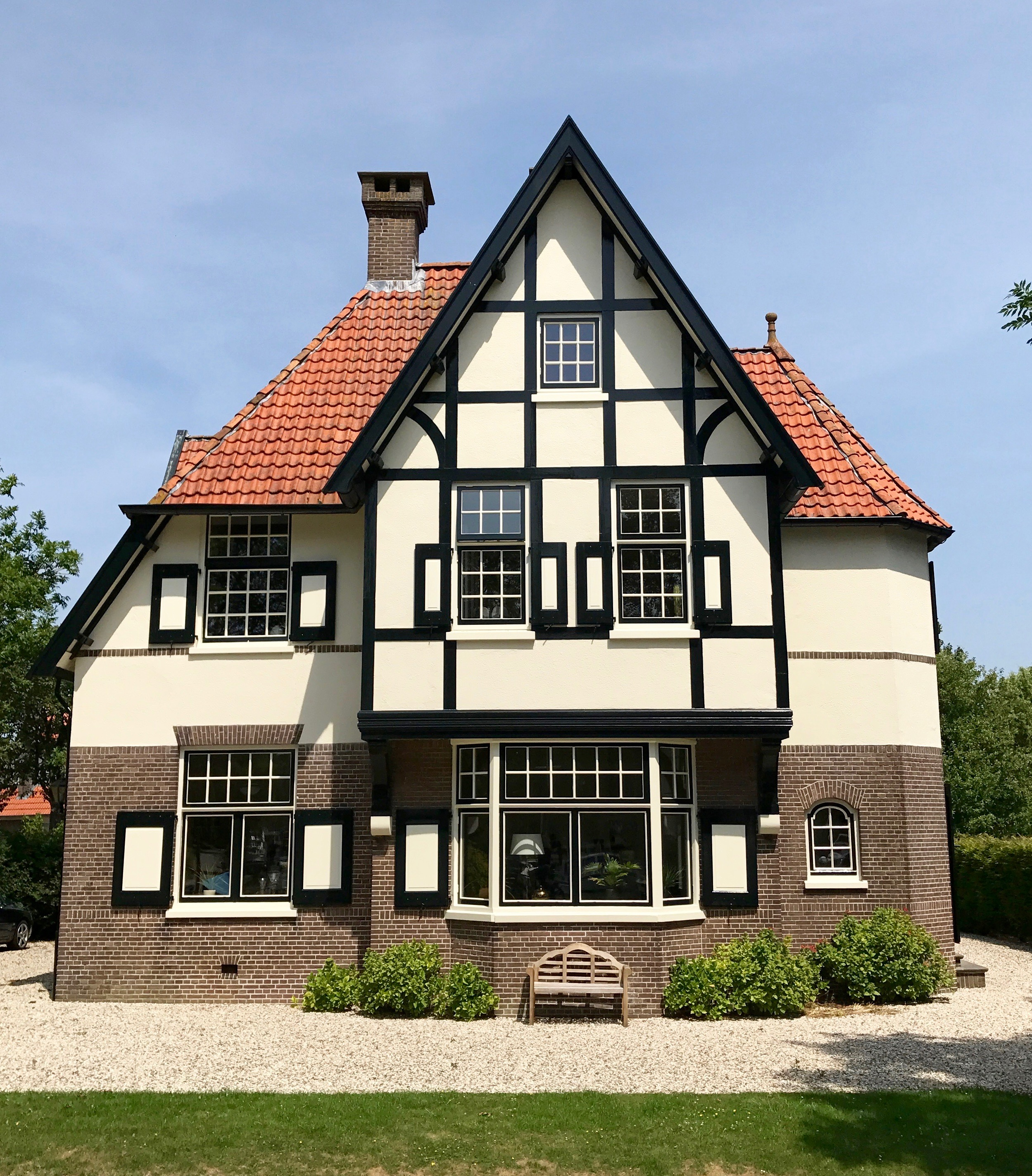
Villa Douma State, rijksmonument
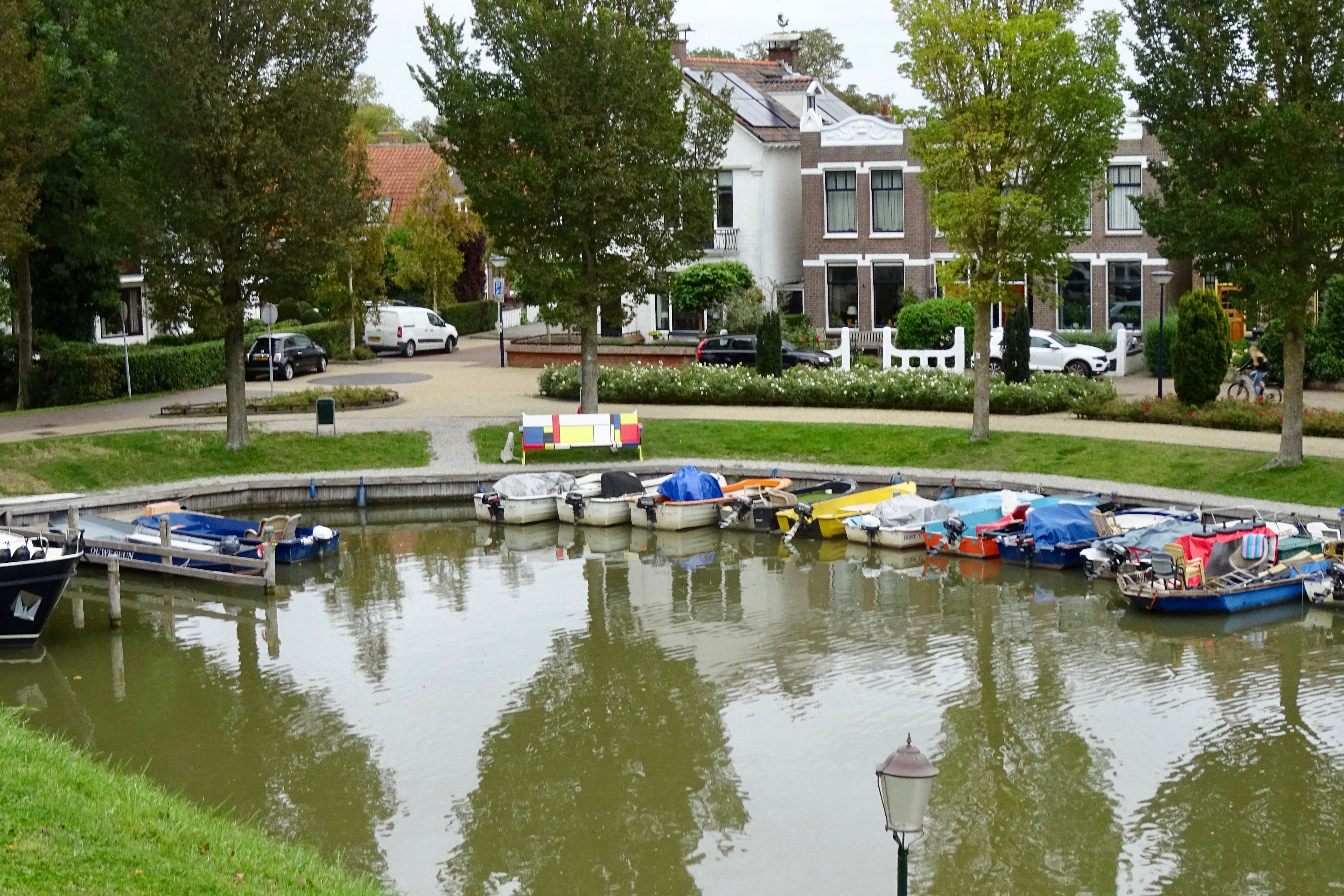

Zwette · Stadsgracht (Sneek) · Geeuw · Wijddraai · Wijde Wijmerts · Nauwe Wijmerts · Noorder Ee · Ee (Woudsend) · Slotermeer · Slotergat · Slotermeer · Luts · Van Swinderenvaart · Spookhoekstervaart · Rijstervaart · Oud-Karre · Johan Frisokanaal · Morra · Johan Frisokanaal · Noorderdijkvaart · Het Wijd · De Gronzen · Indijk · Zijlroede (Hindeloopen) · Oude Oostervaart · Dijkvaart · Horsa · Burevaart · Diepe Dolte · Workumertrekvaart · Het Kruiswater · Stadsgracht (Bolsward) · Witmarsumervaart · Harlingervaart · Bolswardervaart · Zuidoostersingel · Noordoostersingel · Noordergracht (Harlingen) · Van Harinxmakanaal · Sexbierumervaart · Noordergracht (Franeker) · Dongjumervaart · Ried · Berlikumerwijd · Moddergat · Wierzijlsterrak · Blikvaart · Zuidhoekstervaart · Ouwe Rij · Leistervaart · Finkumervaart · Dokkumer Ee · Het Kleindiep · Dokkumer Ee · Oudkerkstervaart · Murk · Ouddeel · Bonkevaart (finish)